# Государственная библиотека и книжное наследие
Государственная библиотека и книжное наследие — национальная библиотека Республики Сан-Марино.

## История
Истоки создания публичной библиотеки в Сан-Марино восходят к 1826 году, когда тогдашний регент Джамбаттиста Онофри приказал создать публичную библиотеку. В 1839 году было приобретено здание Палаццо ди Фамилья Валлони в городе Сан-Марино. Здание с 1735 года было перестроено, и здесь была создана первая национальная библиотека. Первоначально коллекция состояла из литературы, переданной семьёй Антонио Онофри (1759—1825), родом политиков и дипломатов, которые всегда оказывали значительное влияние на судьбу республики.
Бартоломео Боргези (1781—1860), нумизмат, переехавший в Сан-Марино в 1821 году, выступал за расширение библиотеки и создание музея. Библиотека открылась для общественности 30 сентября 1894 года. С этого момента учреждением руководили штатный библиотекарь и его заместитель. 23 марта 1909 года правительство поставило библиотеку под охрану как объект особого культурного наследия Сан-Марино.
Палаццо Валлони в историческом центре города был сильно повреждён бомбёжкой во время Второй мировой войны 26 июня 1944 года. В ходе реставрации библиотека была полностью реорганизована. В 1954 году под руководством Пьетро Зама ди Фаэнца большая часть повреждённых книг была восстановлена и возвращена в библиотеку. Во второй половине XX века, особенно в 1960-х годах, на пожертвования были закуплены новые полки, шкафы и витрины, а перечень литературы значительно расширился.
Государственная библиотека является национальной библиотекой с 1933 года. С декабря 2008 года Национальная библиотека Сан-Марино является частью библиотечной сети Эмилии-Романьи.
В фондах библиотеки около 120000 единиц хранения и множество подписок на журналы, в том числе 17 газет из Италии и Сан-Марино. На открытых полках также есть научная и юридическая литература, современная художественная и научно-популярная литература, а также многочисленные путеводители, энциклопедии и словари. В библиотеке хранится около 800 ценных исторических документов и редкие инкунабулы XVI и XVII веков.